# 5. etape af Post Danmark Rundt 2009
5. etape af Post Danmark Rundt 2009 er dette års Enkeltstartsetape. Rytterne bliver sendt ud på en 15,4 km lang rute, med start og mål i Roskilde. Ruten går igennem Svogerslev og Kattinge og ender igen i Roskilde. Etapen bliver kørt 1. august, samme dag som 4. etape.

## Resultatliste
|    | Navn                     | Land    | Hold                            | Tid     |
| -- | ------------------------ | ------- | ------------------------------- | ------- |
| 1  | Maurizio Biondo          | Italien | Ceramica Flaminia-Bossini Docce | 0:18.28 |
| 2  | Aleksejs Saramotins      | Letland | Team Designa Køkken             | 0.28    |
| 3  | Alex Rasmussen           | Danmark | Team Saxo Bank                  | 0.29    |
| 4  | Michael Færk Christensen | Danmark | Glud & Marstrand Horsens        | 0.30    |
| 5  | Jakob Fuglsang           | Danmark | Team Saxo Bank                  | 0.30    |
| 6  | Jens Mouris              | Holland | Vacansoleil                     | 0.30    |
| 7  | Kristof Vandewalle       | Belgien | Topsport Vlaanderen-Mercator    | 0.31    |
| 8  | Fredrick Ericsson        | Sverige | Team Capinordic                 | 0.33    |
| 9  | Ignatas Konovalovas      | Litauen | Cervélo TestTeam                | 0.34    |
| 10 | Jens-Erik Madsen         | Danmark | Team Capinordic                 | 0.35    |